# Kanton Nienover
Der Kanton Nienover bestand von 1807 bis 1813 im Distrikt Göttingen (Departement der Leine, Königreich Westphalen) und wurde durch das Königliche Decret vom 24. Dezember 1807 gebildet. Der Kanton war von den Umstruktierungen des Distrikts am 16. Juni 1809 betroffen. Aus dem Kanton Bodenfelde kamen die Gemeinden Wahmbeck und Würgassen hinzu, während im Gegenzug die Gemeinde Sohlingen in den Kanton Bodenfelde wechselte.

## Gemeinden

### 1807–1809
- Nienover, mit Amelith und Spiegelpoliere
- Kammerborn
- Lauenförde
- Schönhagen
- Silberborn, mit Neuhaus
- Sohlingen

### 1809–1813
- Nienover, mit Amelith und Spiegelpoliere
- Kammerborn
- Lauenförde
- Schönhagen
- Silberborn, mit Neuhaus
- Wahmbeck
- Würgassen

Bis auf Würgassen hatten die Gemeinden des Kantons bis 1807 zum Kurfürstentum Hannover  gehört. Diese Gemeinden fielen 1813/14 an dessen Nachfolger, das Königreich Hannover, zurück. Würgassen  hatte bis 1803 zum Hochstift Paderborn und anschließend bis 1807 zu Preußen gehört. Diese Gemeinde fiel 1813/14 an Preußen zurück und kam 1816 zum Kreis Höxter.